# Rumska
Rumska (en serbe cyrillique : Румска) est un village de Serbie situé sur le territoire de la ville de Šabac, district de Mačva. Au recensement de 2011, il comptait 746 habitants.

## Démographie
| 1948  | 1953  | 1961  | 1971  | 1981  | 1991  | 2002 | 2011 |
| ----- | ----- | ----- | ----- | ----- | ----- | ---- | ---- |
| 1 450 | 1 498 | 1 411 | 1 341 | 1 208 | 1 015 | 911  | 746  |

|  |